# Tobeen
Tobeen (ur. jako Félix Élie Bonnet 20 lipca 1880 w Bordeaux, Francja, zm. 14 marca 1938 w Saint-Valery-sur-Somme, Francja) – francuski malarz i grawer, przedstawiciel kubizmu. Jego pseudonim artystyczny stanowi anagram jego nazwiska.

## Życiorys
Félix Élie Bonnet urodził się w Bordeaux jako syn malarza domów i dekoratora wnętrz Charlesa Jeana Bonneta (1838–1892) i Claire Josephine Guillemet (1853–1917). Uważany był za malarza baskijskiego, ponieważ w jego obrazach pojawiały się często motywy baskijskie, choć jego rodzice nie byli Baskami. Swoje prace podpisywał pseudonimem Tobeen, który był anagramem jego nazwiska. Pseudonimu używał też w kontaktach towarzyskich i w korespondencji. Podstawy wiedzy zdobył w warsztatach ojca i wuja. Później był uczniem Emile'a Bruneta, artysty z Bordeaux. Kiedy w 1907 roku wyjechał do Paryża, poszedł w ślady swoich kolegów z rodzinnego miasta, Alberta Marqueta i Odilona Redona. W Paryżu uczestniczył w rozwoju kubizmu eksperymentując z nim. 

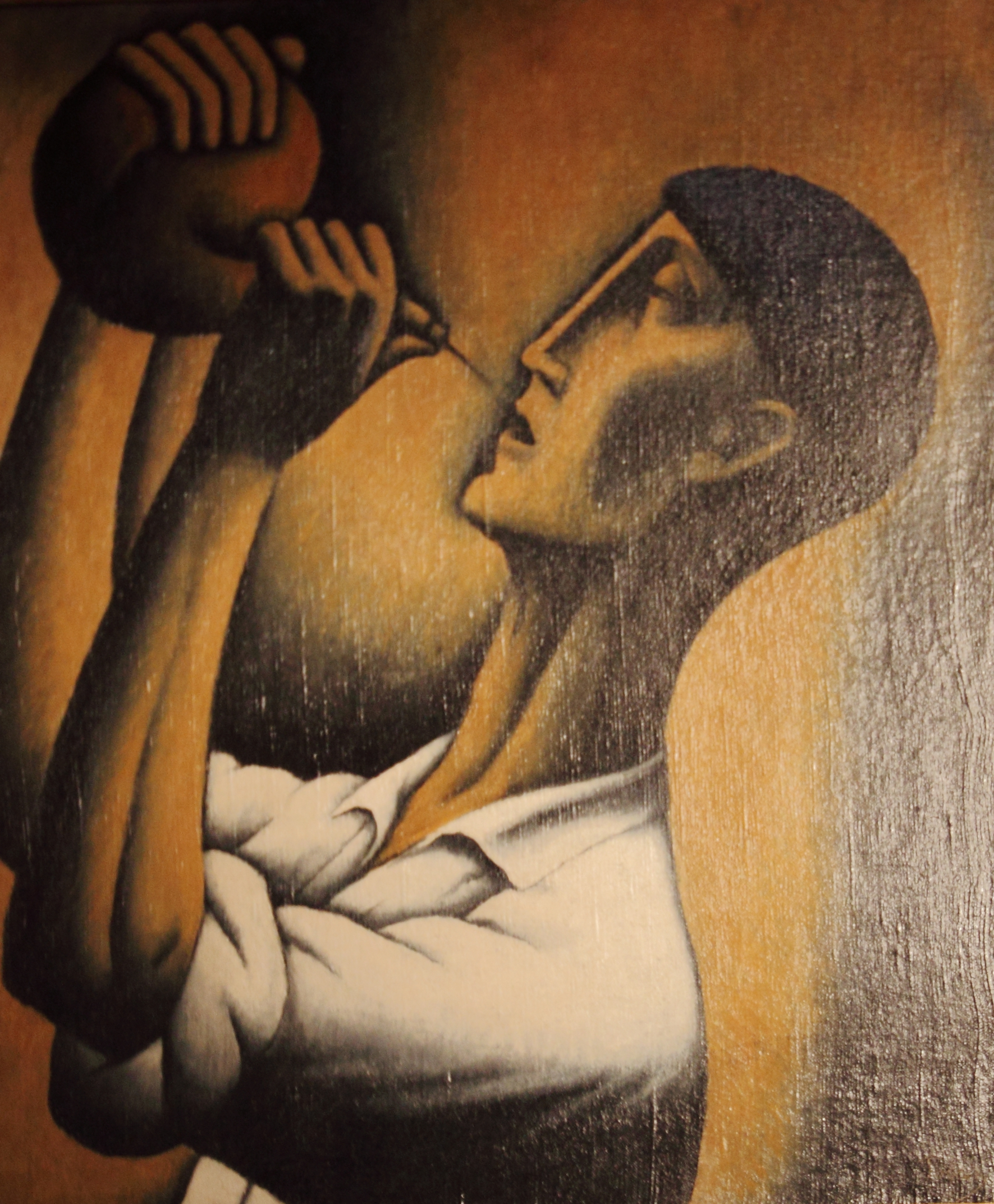
Pijący z tykwy, 1916

Choć ostatecznie wypracował własny styl, określany jako poetycko-realistyczny, to wpływy kubizmu w jego dziełach pozostały widoczne. W Paryżu Tobeen mieszkał do około 1924 roku,często jednak wracał w rodzinne strony zapuszczając się nawet bardziej na południe, do kraju Basków. Motywy z życia wsi u stóp Pirenejów, widoki miast portowych oraz Baskowie (mężczyźni i kobiety) pojawiały się w szeregu jego prac, jak Pejzaż baskijski (1910), Grający w pelotę (1912), Pijący z tykwy (1916), Baskijka przed portem w Ciboure i Widok Saint-Jean-de-Luz (1927). 
Rodzinne miasto artysty odznaczało się konserwatyzmem, jeśli chodzi o percepcję sztuki nowoczesnej. Jednym z wyjątków był miejscowy plantator wina, Gabriel Frizeau, który kolekcjonował prace Gauguina, Monicellego, Rouaulta i Vlamincka i symbolistów (jak Odilon Redon). Podejmował też w salonie malarzy, poetów, dziennikarzy i krytyków sztuki. Dzięki dwóm z nich, Francisowi Jammesowi i Paulowi Claudelowi Tobeen związał się z ruchem na rzecz odrodzenia katolicyzmu we Francji. Zawarł znajomość z braćmi Raymondem i Jacquesem Villonem korzystając z ich studia w Puteaux oraz z Alberteem Gleizesem. Przyswoił sobie zasady kubizmu i orfizmu. 
W 1910 roku wystawił dwa swoje obrazy na 58ste Salon des Amis des Arts w Bordeaux. W latach następnych uczestniczył w najważniejszych wystawach, takich jak Section d'Or i Salon Niezależnych w Paryżu (1912). Przykładem jego prac z tego okresu są obrazy Grający w pelotę (1912), Kobieta w kwiatach (1913) i Sieć rybacka (1913). 
W 1913 roku Tobeen wziął udział w wystawie Armory Show w Nowym Jorku, Chicago i Bostonie prezentując trzy prace. Jego twórczość z tego okresu to syntetyczna wizja natury, sceny rodzajowe i portrety. Nie rezygnując ze swej wizji konstruktora wprowadził do niektórych z nich (jak te przedstawiające bukiety) element świetlistości i łagodnej zmysłowości.
Tobeen od marca do września 1915 roku walczył na froncie i był ciężko ranny. Po leczeniu szpitalnym został zwolniony ze służby wojskowej. We wrześniu 1916 roku w Paryżu ożenił się z poetką Louise Justine Dewailly (znaną jako Madeleine). Powrócił do malowania. W maju 1917 roku miał wystawę indywidualną w galerii Eugène Blot. Jesienią 1919 roku wystawiał w Salonie Jesiennym. Otrzymywał często zaproszenia z galerii. Drugą wystawę indywidualną miał w listopadzie 1921 roku w Galerie Haussmann. Sezony letnie 1920–1924 zaczął spędzać w Saint Valery-sur-Somme. W 1924 roku zamieszkał tam na stałe wraz z żoną. Zaczął malować w bardziej realistycznym stylu, choć wpływy kubizmu były nadal widoczne w jego obrazach (Biały dom z małym stawem, Biały dom i odpoczynek; oba z lat 20.) W 1927 roku wystawiał w Galerie Druet. Od 1928 aż do II wojny światowej jego prace sprzedawali marszandzi z Amsterdamu. Tobeen zmarł w 1938 roku w Saint-Valery-sur-Somme pozostawiając żonę bez środków do życia. Po zakończeniu II wojny światowej zainteresowanie jego twórczością osłabło. Wzrost zainteresowania nią nastąpił w latach 60. na fali rosnącego światowego uznania dla prac kubistów jak Pablo Picasso i Georges Braque.

## Twórczość
Tobeen pracował wolno, na jego twórczość składa się tylko około 300 prac, głównie obrazów, licznych drzeworytów, akwarel i rysunków. Jego dorobek można znaleźć w zbiorach różnych francuskich, amerykańskich i holenderskich muzeów. Przekazy na temat jego życia i twórczości zaczął gromadzić w latach 70. Jean Richard, emerytowany francuski dentysta. Wyniki jego odkryć i badań znalazły się w monografii opublikowanej w związku z wystawą poświęconą wyłącznie twórczości Tobeena, zorganizowaną w 2012 roku w Musée des Beaux-Arts de Bordeaux i w Museum Flehite w Amersfoort.